# Gonodes viridipicta
Gonodes viridipicta är en fjärilsart som beskrevs av Paul Dognin 1910. Gonodes viridipicta ingår i släktet Gonodes och familjen nattflyn. Inga underarter finns listade i Catalogue of Life.